# Cultura culinară în spațiul islamic
Cultura culinară a musulmanilor a apărut și s-a dezvoltat în același timp cu islamul, cea de-a treia religie monoteistă și ultima dintre cele relevate. Un bun credincios musulman trebuie să cunoască regulile impuse de Coran și de Sunnah (tradiții), pentru a ști ceea ce îi este (sau nu) permis să mănânce. Postul (abstinența) este o obligație religioasă și reprezintă unul dintre stâlpii islamului, alături de credința în unicitatea lui Dumnezeu, rugăciune, danie și pelerinajul la Mecca. În funcție de zone, în spațiul islamic s-a dezvoltat o cultură culinară, care include anumite practici.

## Permis versus nepermis
Musulmanii sunt sfătuiți să mănânce două treimi din capacitatea lor și să împartă mâncarea lor cu cei din jur, fie că este vorba de rude, apropiați, fie că este vorba de necunoscuți. Este recomandat să se gătească astfel încât să nu rămână mâncare care să fie apoi aruncată sau irosită. Mâinile și gura trebuie spălate înainte și după masă. Dacă nu se folosesc tacâmuri, trebuie să se mănânce cu mâna dreaptă, deoarece mâna stângă este considerată murdară.

Mâncarea permisă pentru musulmani se numește în limba arabă ḥalāl,  حلال. Dacă nu este specificată ca fiind interzisă, ḥaram, حرم ,atunci respectivul fel de mâncare este permis. 

Conform Coranului, lista de mâncăruri interzise include:

1. Porcinele, animalele patrupede care își prind prada cu gura, păsări de pradă care vânează cu ghearele, și orice produse rezultate din acestea, precum gelatina din porc sau enzime folosite la prepararea brânzei. Dacă sursa unui produs este incertă, se evită consumarea sa.

2. Animalele sacrificate necorespunzător. Un animal trebuie să fie ucis într-un mod similar cu cel descris de legile iudaice, și anume prin tăierea părții din față a gâtului, în zona venei jugulare, a arterei carotide și a traheii. Sângele este apoi lăsat să se scurgă din corp. Persoana care efectuează acest proces - ḍabiḥa, ذبحة - trebuie să rostească numele lui Dumnezeu (Bismillah – În numele lui Dumnezeu, Allahu Akbar – Dumnezeu este mare).  Unii musulmani nu se feresc să mănânce carne provenită de la animale sacrificate de către evrei sau creștini, atâta vreme cât au respectat respectivul ritual, în timp ce alții refuză. În orice caz, consumarea cărnii provenite de la animale sacrificate de către persoane care nu aparțin uneia dintre cele trei religii monoteiste sau care pronunță nunele unui zeu este interzisă cu desăvârșire.

3. Animale carnivore cu colți, precum leii, tigrii, câinii sau lupii.

4. Sângele și produse din sânge.

5. Băuturile alcoolice și drogurile (dacă nu sunt necesare din punct de vedere medical). De asemenea, sunt incluse în această categorie orice mâncăruri care au început să fermenteze. Consumarea de stimulente, precum cafeaua este nerecomandată, la fel și țigările, însă doar musulmanii foarte devotați țin seama de acest considerent. 

6. Broaștele și alte animale terestre, precum șerpii.

Un musulman poate consuma mâncăruri din lista celor interzise, în cazuri particulare, precum atunci când este pus în pericol de moarte – din cauza unei boli sau de foame – sau când este forțat.
Termenul pentru un produs despre care nu se știe exact dacă este permis sau nu este mašbūh مشبوه. Când există această îndoială, se recomandă a fi evitat. În zonele unde populația islamică este minoritară, există centre comerciale care semnalează corespunzător mâncarea de tip ḥalāl.

## Postul
În timpul lunii Ramadan(Ramaḍān), a nouă din calendarul islamic, musulmanii postesc, adică se abțin de la mâncare, apă, fumat și relații sexuale, de la răsăritul soarelui până după apus. Singurii care sunt exceptați de la această practică sunt cei bolnavi, călătorii, femeile însărcinate, cele care alăptează sau cele care sunt în timpul menstruației, persoanele în vârstă și cei care depun muncă fizică intensă. Întreruperea postului - ’iṭār – إفطار, are loc imediat după apusul soarelui și este celebrată prin invitarea rudelor și vecinilor la masă, unde se gătesc mâncăruri alese și se servesc dulciuri. Musulmanii sunt încurajați să postească 6 zile și în luna Šawwāl, شوال, a zecea din calendarul musulman, dar nu li se permite niciodată postul în două zile de sărbătoare, respectiv ʻAid al-Fiṭr (la finalul lunii Ramaḍān) și ʻAid al-’Aḍḥā (ziua sacrificiului, când se comemorează supunerea lui Avraam față de Dumnezeu). 

## Cultura preparării mâncărurilor
Femeile au avut un rol important în formarea și transmiterea culturilor culinare în Orientul Mijlociu. Majoritatea popoarelor aflate pe teritoriile cuprinse între coasta atlantică a Marocului și Peninsula Arabică, chiar și mai departe, la granița Irakului cu Iranul, sunt etnici arabi și adepți ai islamului. Însă cultura culinară din aceste zone este mult mai complexă decât ceea ce poate să cuprindă termenii „arab” și „islam”. Aceste tradiții culinare sunt rezultatul unui proces istoric care a implicat contribuția unor popoare precum perșii, berberii, turcii, nubienii, africanii sub-saharieni, precum și popoare din Europa, India și Asia Centrală. Mâncărurile preparate și servite poartă amprenta unor identități etnice și religioase formate de-a lungul secolelor. 

### Producție alimentară și atribuții în funcție de gen
În societățile patriarhale ale Orientului Mijlociu, se consideră că locul femeii este în interiorul casei, unde principala sarcină este prepararea mâncării, în timp ce bărbatul se ocupă de munca propriu-zisă și aduce câștiguri materiale. Însă în grupurile nomade și în zonele rurale, femeile și fetele au avut un rol important și în producerea materiei prime, ocupându-se de creșterea animalelor și de agricultură. 

### Organizarea culinară a practicilor și a spațiului social
Ideea conform căreia fiecare casă trebuie să aibă o cameră separată pentru pregătirea mesei și pentru servirea ei a devenit acceptată în perioada modernă, în special în ultimul secol, însă înainte de aceasta, o bucătărie era un lux, pe care puțini și-l permiteau, iar pregătitul mâncării se desfășura în curte, pe hol sau pe o terasă. 
Locurile din casă unde se gătește (bucătărie, cuptorul de lut) sunt zone unde în mod obișnuit nu le este permis accesul bărbaților din afara familiei. Bucătăria este și un spațiu de socializare pentru femei, unde nu doar muncesc, ci și își împart mâncarea, discută rețete etc.  
Atunci când se așează la masă, bărbații care sunt capete de familie gustă primii din mâncare, urmați de soții și copii. La întâlnirile cu mai mute persoane, bărbații și femeile se separă, iar în locul destinat bărbaților mâncarea este adusă de servitori sau de copii. 
Alimentația depinde de mai mulți factori: venitul familiei, formalitatea ocaziei sau a întâlnirii, statutul social, tradițiile familiei și ale zonei respective. Grânele, legumele și fructele sunt ingrediente de bază. Pâinea (lipia) este întâlnită în tot Orientul Mijlociu, dar în Irak și zona Golfului Arab orezul este de asemenea important, iar în Magreb se consumă îndeosebi cușcuș. Carnea, în special în familiile mai modeste, se consumă la ocazii importante. 
În afara caselor, în piețe, cafenele și magazine mâncarea este servită de bărbați în mod obișnuit, însă în ultima perioadă, mai ales în zonele cosmopolite influențate de cultura și turismul european și american, femeile pot fi angajate ca bucătărese și chelnerițe.

### Transmiterea tradiției culinare
Această tradiție a fost transmisă oral de-a lungul secolelor. În cele mai multe familii, fetele care au atins vârsta pubertății sunt îndemnate să renunțe la interacțiunea cu băieții și sunt educate pentru gospodărie. Ele învață de la mame, bunici, mătuși sau orice rude de gen feminin, iar procesul presupune observare, imitare, încercare și instruire verbală. Cu toate acestea, în perioada Califatului Abbasid, prepararea mâncării era un domeniu stăpânit de bărbați, ca dovadă fiind existența unor tratate culinare, precum Kitāb aṭ-ṭabīḫ, din secolul X.